# 8982 Oreshek

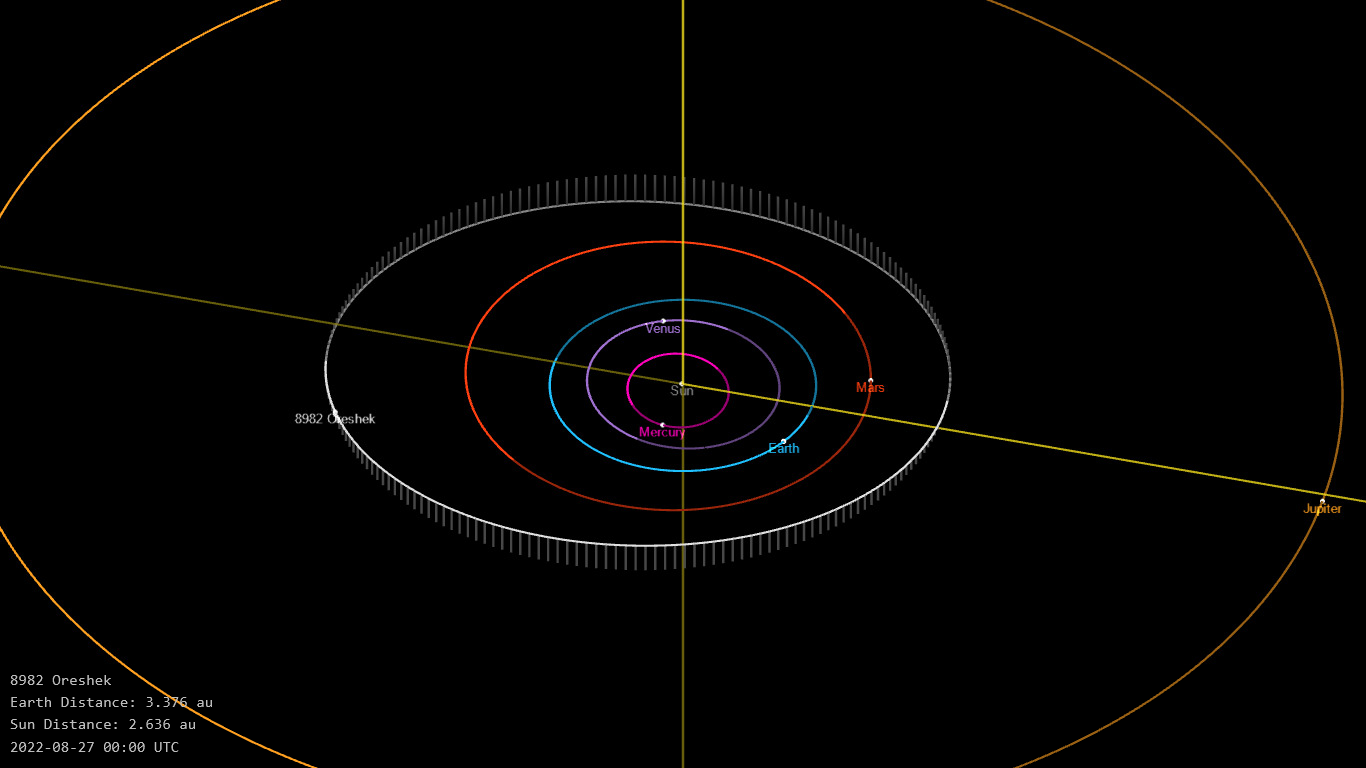

8982 Oreshek è un asteroide della fascia principale. Scoperto nel 1973, presenta un'orbita caratterizzata da un semiasse maggiore pari a 2,3479012 UA e da un'eccentricità di 0,1555023, inclinata di 6,23865° rispetto all'eclittica.